# Ludwik Urstein
Ludwik Urstein (ur. 17 lutego 1871 w Warszawie, zm. 5 października 1939 tamże) – polski pianista, akompaniator, kameralista i pedagog, profesor fortepianu Instytutu Muzycznego Warszawskiego żydowskiego pochodzenia.

## Życiorys
Urodził się 17 lutego 1871 roku (inne źródła podają też daty 1870, 1873 i 1874) w Warszawie, w rodzinie żydowskiej, jako syn Stanisława (1832–1914) i Balbiny z domu Przedborskiej (1851–1934). Miał dziewięcioro rodzeństwa. Jego braćmi byli warszawski psychiatra Maurycy Urstein (1872–1940) oraz piosenkarz i aktor Józef „Pikuś” Urstein (1884–1923).
W 1889 roku ukończył Instytut Muzyczny w Warszawie, prawdopodobnie w klasie Aleksandra Michałowskiego. Debiutował w 1883 roku w Łodzi. Od 1892 do 1912 profesor gry na fortepianie w Instytucie Muzycznym. W 1912 roku podał się do dymisji z powodu nieuzasadnionego odebrania mu wyższego kursu fortepianu.
Nagrywał dla Parlophone, Odeonu, Syreny Record i innych wytwórni płytowych. W 1912 otworzył prywatną żeńską szkołę muzyczną przy ul. Foksal 11, prowadził ją do 1920 roku. Wieloletni muzyk orkiestry Filharmonii Warszawskiej (od 1901). Od 1925 stały współpracownik Polskiego Radia.
Nazywany był „królem akompaniatorów”. Grał m.in. z Mieczysławem Foggiem, Janem Kiepurą, Umberto Macnezem, Pawłem Kochańskim, Grigorijem Piatigorskim, Aleksandrem Myszugą, Fritzem Kreislerem, Adą Sari.
Na jego cześć organizowano jubileusze – pierwszy w 1905 roku z okazji 20-lecia działalności artystycznej, kolejne w 1911, 1918, 1927, 1930 i 1934 roku. Z tej ostatniej okazji został odznaczony Złotym Krzyżem Zasługi.
Brał udział w pracach rozgłośni Polskiego Radia podczas obrony Warszawy w 1939.
Antoni Jaroszewicz w swojej autobiograficznej książce Libretto finansisty opisał poważne uzależnienie Ursteina od hazardu. Podobne relacje pozostawili też inni autorzy.
Zmarł wkrótce po wkroczeniu Niemców do Warszawy. Lekarzem stwierdzającym zgon Ludwika był jego brat Maurycy. Miejsce pochówku Ludwika Ursteina pozostaje nieznane. Wspomnienie poświęcił mu Władysław Szpilman.

## Ordery i odznaczenia
- Złoty Krzyż Zasługi (10 listopada 1933)[23]